# Смольников, Алексей Степанович
Алексей Степанович Смольников (имя при рождении Адольф; 24 июня 1926, Сарапул, Уральская область, СССР — 2 января 2000 (по другим данным — 9 мая 1998), Москва, Россия) — советский и российский русский поэт, поэт-фронтовик и прозаик, переводчик произведений марийских и удмуртских поэтов. Лауреат премии Марийского комсомола имени Олыка Ипая (1980). Член Союза писателей СССР и России (1964). Участник Великой Отечественной войны.

## Биография

### Детство
Родился в городе Сарапуле. Семья будущего поэта, когда ему было два года, уехала из города и впоследствии часто переезжала по Сибири: жила в Сартынье, Берёзове, Малом и Большом Атлыме, Шеркалах, Сургуте. В Сургуте пошёл в школу, где одним из его учителей был Аркадий Степанович Знаменский — именно он привил мальчику любовь к литературе. После окончания седьмого класса вместе с семьёй переехал в город Ханты-Мансийск и продолжил обучение в местной школе № 1.
В 1943 году с друзьями был записан на снайперские курсы, а сразу после выпуска, в июне 1944 года, отправлен на хозяйственные работы в Омск. В сентябре 1944 года поступил в Воронежскую школу радиоспециалистов, эвакуированную в Новосибирск, и в ноябре был направлен на фронт, в артиллерийский батальон. Воевал в составе 3-й ударной армии 1-го Белорусского фронта. В 1945 году в участвовал в освобождении Польши и Германии, в боях за Варшаву и Берлин: в Варшавско-Познанской, Восточно-Померанской и Берлинской наступательных операциях.
После войны окончил Литературный институт имени А. М. Горького. Начал издаваться в 1957 году. Жил в Москве, работал журналистом, в 1957—1960 годах был инструктором в ЦК ВЛКСМ. В 1964 году принят в Союз писателей СССР.

### Творчество
Автор около полутора десятков книг, стихов и рассказов. Четыре издания выдержала его публицистическая книга для юношества «Сотворение Родины». Многие стихотворения и поэмы посвящены войне. Автор стихов с элементами фантастики «Астронавту» (1960), «Беспокойство» (1962), «Скажи, Земля…» (1962), «Спутник» (1967) и др. Стихи и проза переводились на языки народов СССР, публиковались на Кубе, в Польше, в ГДР. Занимался переводами марийских и удмуртских поэтов. В его переводах вышли сборники стихов К. Герда «Ступени» (М., 1985, сост. А. Г. Шкляев), стихи Ашальчи Оки в антологии «Песни солнечного леса» (М., 1988, сост. А. Г. Шкляев).
Принимал участие в работе областного совещания молодых писателей в городе Воронеж (1966).
Скончался в 2000 году, похоронен в Москве.

## Избранные издания

### Сборники стихов и рассказов
- Паводок: Стихи. — М.: Мол. гвардия, 1957.
- Подорожник: Стихи. — М.: Мол. гвардия, 1961.
- Земля перевернулась. — М.: Дет. лит., 1964.
- Перелесок: Стихи. — М.: Советский писатель, 1964.
- Музыкальный ручей: Рассказы. — М.: Дет. лит., 1966.
- Сотворение Родины: Из блокнота писателя. — М.: Знание, 1967.
- Избранная лирика. — М.: Мол. гвардия, 1968.
- Размышление: Стихи. — М.: Сов. писатель, 1970.
- Время не выбирают: Стихи. — М.: Сов. писатель, 1972.
- Точка отсчёта. — М.: [б.и.], 1976.
- Годовые кольца: Стихи и поэмы. — М.: Сов. Россия, 1977.
- След звезды: Стихи и поэмы. — М.: Сов. Россия, 1978.
- Все камушки светятся: Рассказы. — М.: Дет. лит., 1983.
- Полдень: Стихотворения и поэмы. — М.: Сов. Россия, 1983.
- Воспоминания на марше: Стихи и поэмы. — М.: Воениздат, 1984.
- Переправа: Стихотворения и поэмы. — М.: Современник, 1988.

### Переводы
- Окна моего детства: Стихи и поэмы / Семён Николаев; Перевод с марийск. А. Смольникова. — Йошкар-Ола: Марийск. кн. изд-во, 1977.
- Высокая земля: Стихи / Аржан Адаров; Авториз. пер. с алт. А. Смольникова. — М.: Сов. писатель, 1977.
- Время расцвета: Стихи и поэмы / Олык Ипай; Перевод с марийск. А. Смольникова. — Йошкар-Ола: Мар. кн. изд-во, 1979.
- Бессонница: Стихи, поэмы / Семён Николаев; Пер. с марийск. А. Смольникова. — Йошкар-Ола: Марийское книжное изд-во, 1982.
- Ступени: Стихотворения и поэмы / Кузебай Герд; Перевод с удм. А. Смольникова. — М.: Современник, 1985.

## Премии и награды
- Премия Марийского комсомола имени Олыка Ипая (1980)
- Ордена и медали.